# Yjet Shqiptarë të Diasporës
Yjet Shqiptarë të Diasporës (Les Étoiles Albanaises de la Diaspora) également connu sous le nom de Yjet e Diasporës, est une émission de télé-crochet albanaise mettant en lumière les talents des jeunes Albanais ou des personnes d'origine albanaise vivant à l'étranger.

## Format
L’émission comprend plusieurs catégories de performances où les candidats peuvent démontrer leurs talents. Les principales catégories sont :  
- Danse
- Art dramatique / Performance
- Musique
- Chant
- Autres formes d’art

Les candidats doivent soumettre une candidature, comprenant leurs informations personnelles et une vidéo de 60 secondes où ils présentent leur talent dans la catégorie choisie. Après la phase d’audition, où de nouveaux talents issus de la diaspora albanaise sont sélectionnés, le public choisit les demi-finalistes par vote en ligne. Un jury composé de personnalités albanaises sélectionne ensuite les talents qui accèdent à la finale.

## Processus d'Audition
La première phase de la compétition est le processus de candidature. Les participants postulent en ligne en fournissant leurs informations personnelles et en soumettant une courte vidéo (60 secondes) démontrant leur talent. Ces vidéos sont ensuite examinées par les producteurs de l’émission, qui sélectionnent les candidats pour les phases télévisées.

## Lieux de Tournage
L’émission est tournée dans plusieurs villes, notamment :  
- Rome
- Dortmund
- Skopje
- Pristina
- Bâle
- Milan

Ces lieux permettent de toucher un large public et de se connecter avec les Albanais vivant hors d’Albanie.

## Cast
| Épisode          | Concurrent             | Performance |
| ---------------- | ---------------------- | ----------- |
| Épisode 1 – Rome | Giulia Muça            | Danse       |
| Épisode 1 – Rome | Alesia Hamzollari      | Chant       |
| Épisode 1 – Rome | Denzel & Zhizel Ndreka | Danse       |
| Épisode 1 – Rome | Uendi Shaqiri          | Chant       |
| Épisode 1 – Rome | Nika Tuçi              | Danse       |
| Épisode 1 – Rome | Arvin Khorsandi        | Danse       |
| Épisode 1 – Rome | Marsel Meta            | Folklore    |
| Épisode 2 – Rome | Sara Bishani           | Chant       |
| Épisode 2 – Rome | Greis Prenga           | Danse       |
| Épisode 2 – Rome | Kevin Kometa           | Chant       |
| Épisode 2 – Rome | Enida Nuredini         | Danse       |
| Épisode 2 – Rome | Alesio Lulaj           | Chant       |
| Épisode 2 – Rome | Giulia Vuksani         | Danse       |
| Épisode 2 – Rome | Ema Kapidani           | Chant       |
| Épisode 3 – Rome | Kimberly Beu           | Danse       |
| Épisode 3 – Rome | Isabela Shabi          | Chant       |
| Épisode 3 – Rome | Enart Bakiasi          | Chant       |
| Épisode 3 – Rome | Erika Shalla           | Danse       |
| Épisode 3 – Rome | Emili Mankolli         | Comédie     |
| Épisode 3 – Rome | Alked Kuçi             | Danse       |
| Épisode 3 – Rome | Ana Qyra               | Chant       |

## Production
Yjet Shqiptarë të Diasporës est produite par Top Channel. Le tournage a lieu dans plusieurs villes internationales, ce qui permet aux candidats de divers horizons de participer et de démontrer leurs talents. L’émission est produite, auteur et scénarisée par Ledja Liku.
Le présentateur de l’émission est le chorégraphe albanais **Ilir Shaqiri**.

## Collaborations et Soutien
Le programme télévisé est organisé par la **Fondation Médias Dritan Hoxha** et soutenu par le **MEKI (Ministère de l’Économie, de la Culture et de l’Innovation)**. Le tournage a eu lieu dans plusieurs villes d’Europe et des États-Unis, permettant de toucher un large public dans la diaspora albanaise.